# Al Rinker

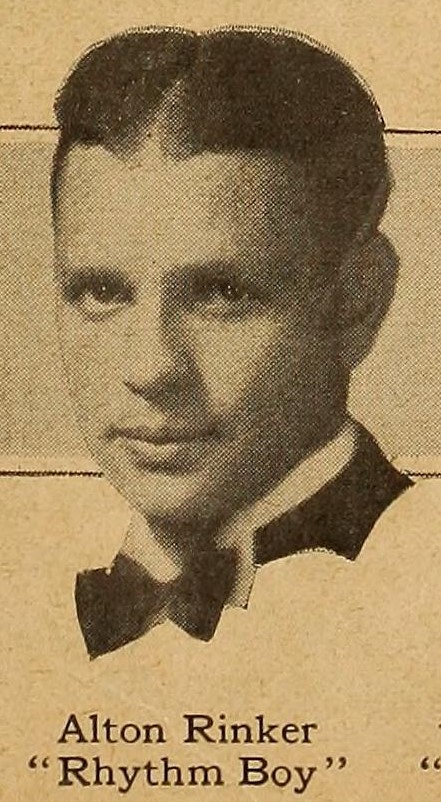
Bild von Alton Rinker aus einer Auflistung der Mitglieder des Paul Whiteman's Orchestra, 1930

Alton M. Rinker (* 20. Dezember 1907 in Tekoa, Washington; † 11. Juni 1982 in Burbank, Kalifornien) war ein US-amerikanischer Jazzsänger und Songwriter, der durch seine Zusammenarbeit mit Paul Whiteman bekannt wurde. Später arbeitete er auch als Radioproduzent.

## Leben und Wirken
Rinker begann während seiner Collegezeit 1925 als Partner von Bing Crosby in einer Band in Spokane, um sich dann als Duo selbständig zu machen. 1926 spielten sie ihren ersten Song I've Got the Girl mit Don Clarks Orchestra ein. Im selben Jahr nahm Whiteman die beiden in Los Angeles unter Vertrag; 1927 kam noch der Sänger, Songwriter und Pianist Harry Barris hinzu. In diesem Vokaltrio The Rhythm Boys arbeitete Rinker mit dem Paul Whiteman Orchestra und wirkte in Musikfilmen wie Confessions of a Co-Ed (1931) und Two Plus Fours (1930) mit sowie in Whitemans Film The King of Jazz (1930) mit, in dem sie Songs wie Mississippi Mud sangen. 1931 arbeiteten die Rhythm Boys noch mit Gus Arnheim. Als Crosby eine Solokarriere begann, zerbrach die Gruppe, die 1943 noch einmal für einen Radioauftritt zusammenkam. Rinker machte zwischenzeitlich Karriere im Radio.
Mit Beatric Kay produzierte er für CBS von 1940 bis 1944 die Radioshow The Gay Nineties Revue.
1952 hatte Rinker mit dem Song You Can't Do Wrong Doin' Right, für den er den Liedtext geschrieben hatte, einen Auftritt in dem Film Push-Button Kitty und in der Fernsehserie The Many Loves of Dobie Gillis. Er schrieb auch den Song Ev'rybody Wants to Be a Cat für den Disney-Zeichentrickfilm Aristocats (1970).
Al Rinkers Schwester war die Jazzsängerin Mildred Bailey, sein jüngerer Bruder Charles Rinker wurde als Liedtexter für Gene de Paul bekannt.